# Ditassa auyantepuiensis
Ditassa auyantepuiensis är en oleanderväxtart som först beskrevs av Stey., och fick sitt nu gällande namn av G. Morillo. Ditassa auyantepuiensis ingår i släktet Ditassa och familjen oleanderväxter. Inga underarter finns listade i Catalogue of Life.